# 均時差

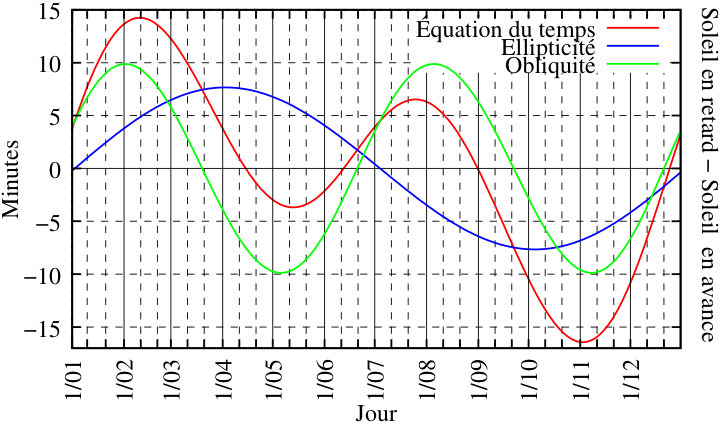
均時差の説明図（フランス語版から）横軸が日付、赤線が均時差、青が公転軌道が楕円であることが要因の成分、緑が公転面に対する自転軸の傾きが要因の成分

南中する時間間隔は1日分の公転角度の影響を受けるので、太陽からの距離が近く、公転角速度が大きい季節には長くなる

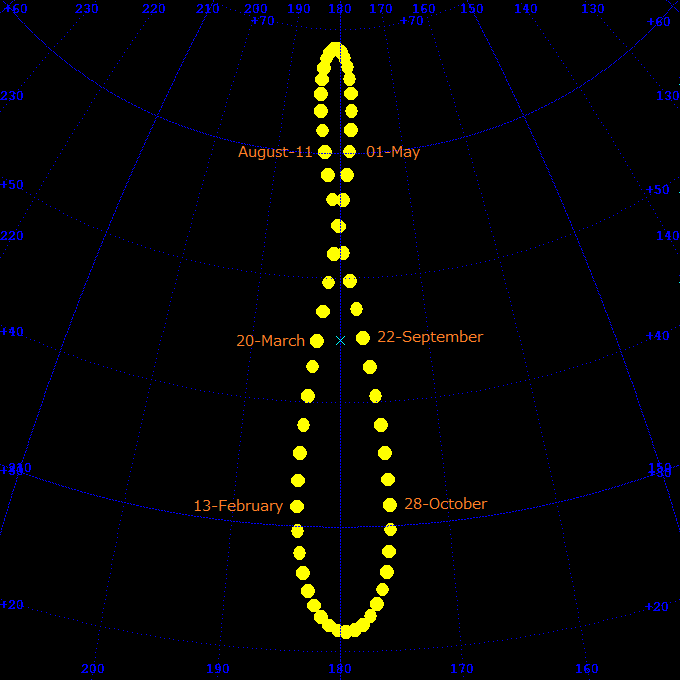
北緯45度における正午での太陽位置（6日間隔、青線は天頂座標）を示すアナレンマ。少し左に傾いているのは、近日点と冬至点が少しずれているため。

均時差（きんじさ、equation of time）とは、天球上を一定な速さで動くと考えた平均太陽と、視太陽（真太陽）との移動の差。

## 概要
均時差は、視太陽と平均太陽の赤経との差で、1年を周期として変化するがその差が17分以上になることはない。
均時差が変化する事は、視太陽の赤経増加率が一定でない事を意味するが、その原因として次の２つの要因がある。
- 地球が楕円軌道を描いて太陽をまわることにより季節によって公転の角速度が異なる。
- 赤道が地球の軌道と23°27′傾いている（地球から見ると黄道が天の赤道に対して傾いている）。そのため、太陽が黄道上を等速で動いても（黄経増加率が一定）、赤経の増加率は季節によって変化する。

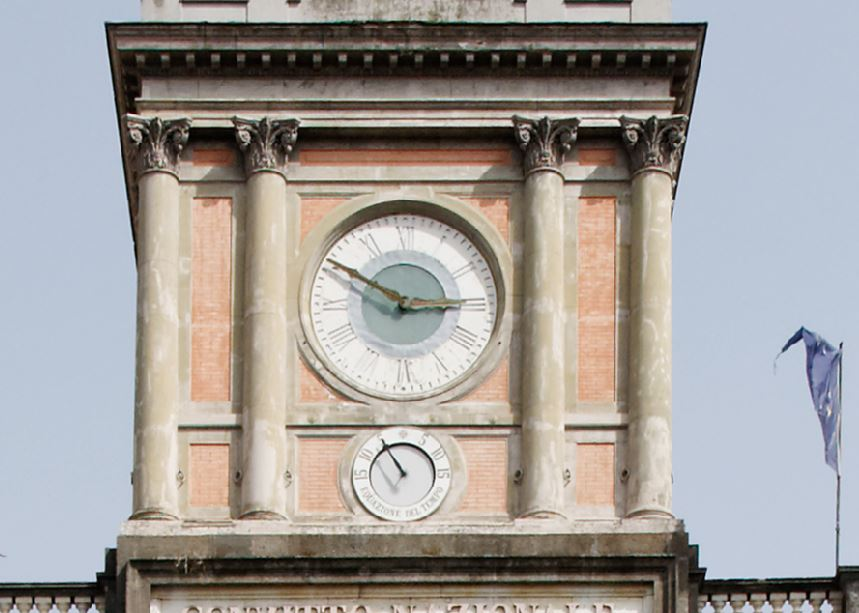
1853年にナポリのダンテ広場に建てられた時計塔には均時差を表示する針がついている。

準天頂衛星が地球から見て８の字を描くように見えるのも同じ現象である。
六分儀を使って太陽を観測する時には均時差を考慮してい平均太陽を観測する必要が生じる場合があり航海年鑑に記載されている均時差を元に補正する。
近代になると均時差を表示する時計も作られるようになりマリンクロノメーターには現在の均時差を示す針が実装されるようになった。21世紀現在でも高級機械式時計の中には付加価値として均時差を示す針が実装されている物がある。